# Priolomopsis carinatus
Priolomopsis carinatus es una especie de coleóptero de la familia Zopheridae.

## Distribución geográfica
Habita en Madagascar.